# Jordan McGhee
Jordan McGhee (East Kilbride, 24 luglio 1996) è un calciatore scozzese, difensore del Dundee.

## Carriera

### Club
Ha giocato nella prima divisione scozzese.

### Nazionale
Ha giocato numerose partite nelle varie nazionali giovanili scozzesi.

## Palmarès

### Club

#### Competizioni nazionali
- Scottish Championship: 2

Hearts: 2014-2015
Dundee: 2022-2023